# Beratzhausen
Beratzhausen é um município da Alemanha, no distrito de Ratisbona, na região administrativa de Oberpfalz, estado de Baviera, que se encontra a 60 km a sudeste de Nuremberg. O município compreende mais de cinquenta vilas e possuía uma população de 5.359 habitantes em 31 de dezembro de 2012.

## Arquitetura
- Igreja de São Pedro e São Paulo de Beratzhausen (século XVIII), em estilo rococó, que abriga afrescos barrocos;
- Igreja de peregrinação de Nossa Senhora do Socorro, em estilo rococó (1710, restaurada em 1845);
- Capela de São Miguel (século XIV), ou Capela do Cemitério, em estilo gótico;
- Prefeitura de Beratzhausen (1573), restaurada em 1791;
- Zehenstadel (1599), abriga atualmente o museu da cidade;
- Capela de São Sebastião (1496).